# Bořenovice
Bořenovice (deutsch Borschenowitz, früher Borzenowitz) ist eine Gemeinde in Tschechien. Sie liegt vier Kilometer nördlich von Holešov und gehört zum Okres Kroměříž.

## Geographie
Bořenovice befindet sich in den westlichen Ausläufern der Podbeskydská pahorkatina (Vorbeskidenhügelland) am Übergang zur Obermährischen Senke (Hornomoravský úval). Das Dorf erstreckt sich in der Quellmulde eines kleinen Zuflusses zum Bach Rymický potok. Nördlich erheben sich der Kamenec (295 m) und die Pastviska (318 m), im Osten die Kopaniny (357 m) und südlich die Blaně (216 m).
Nachbarorte sind Zámeček und Pacetluky im Norden, Prusinovice und Hlinsko pod Hostýnem im Nordosten, Lipina, Chomýž und Jankovice im Osten, Tučapy im Südosten, Holešov, Novosady und Všetuly im Süden, Količín und Rymice im Südwesten, Němčice im Westen sowie Roštění im Nordwesten.

## Geschichte
Archäologische Funde belegen eine frühzeitliche Besiedlung des Gemeindegebietes. Die erste urkundliche Erwähnung von Borsenowicz erfolgte 1371, als Jeník von Dobrotice das Dorf zusammen mit Radkovy an Matouš von Sternberg auf Lukov verkaufte. Die Herren von Sternberg hielten Borzenowicze bis 1448, danach wechselten sich verschiedene Geschlechter als Besitzer ab. Zu ihnen gehörte ab 1650 Johann von Rottal, der die Herrschaften Bistritz und Holleschau zu einer großen Herrschaft vereinigte. Die Bewohner des Ortes verdienten sich ihren Lebensunterhalt größtenteils durch Handweberei. 1717 bildete sich in Prusinovice eine Weberinnung, der auch die Weber aus Bořenovice, Roštění, Kostelec, Líšná und Pacetluky angeschlossen waren. Das älteste Ortssiegel stammt aus der Mitte des 18. Jahrhunderts, er trägt die Umschrift PECZET OBECZNI DIEDINI BORZENOWITZ und zeigt einen Lindenbaum. Nach dem Erlöschen des Geschlechts von Rottal fiel das Erbe 1762 Franz Anton von Rottals Schwiegersohn Franz Maximilian Nádasdy zu, der die Herrschaft an die Grafen Erdődy veräußerte. Bis zur Mitte des 19. Jahrhunderts blieb der Ort immer nach Holešov untertänig.
Nach der Aufhebung der Patrimonialherrschaften bildete Bořenowice / Borzenowitz ab 1850 eine Gemeinde in der Bezirkshauptmannschaft Holleschau. 1858 verkauften die Grafen Erdődy ihre Güter in Holešov mit allem Zubehör an die Grafen von Würben. Seit 1872 wird der Ortsname Bořenovice verwendet. Das auf Grund veralteter Technik mit der aufblühenden Textilindustrie nicht konkurrenzfähige Weberhandwerk erlebte in dieser Zeit seinen Niedergang. 1961 wurde die Gemeinde dem Okres Kroměříž zugeschlagen. Am 15. August 1976 erfolgte die Eingemeindung nach Holešov. Bořenovice bildet seit dem 1. Juli 1990 wieder eine eigenständige Gemeinde. Ethnographisch gehört das Dorf zur Hanna.

## Wappen
Bořenovice führt ein Wappen und Banner. Sie wurden vom Heraldiker Miroslav Pavlů entworfen. Das Wappen zeigt auf grünem, die Landwirtschaft symbolisierenden Schild einen goldenen Lindenbaum, der seinen Seiten von einem achtzackigen Stern und einer flankiert wird. Im Banner sind auf grünem Grund zwischen zwei goldenen Streifen eine Lilie und je zwei Lindenblätter und Sterne dargestellt. Die Sterne symbolisieren die Herren von Sternberg und die Lilie die Herren von Würben.

## Ortsgliederung
Für die Gemeinde Bořenovice sind keine Ortsteile ausgewiesen.

## Sehenswürdigkeiten
- Gemauerter Glockenturm am Dorfplatz, erbaut in der Mitte des 19. Jahrhunderts
- Kapelle der Jungfrau Maria an der Straße nach Holešov, errichtet zum Beginn des 19. Jahrhunderts
- Spätbarocke Kapelle, nördlich des Dorfes am Weg nach Pacetluky
- Windmühle auf dem Hügel östlich des Dorfes
- Denkmal für die Opfer des Ersten Weltkrieges, errichtet 1922
- Kreuz
- Statue der Jungfrau Maria vom Hostýn, geschaffen 1947
- Reste der mittelalterlichen Burg Kasařov im Wäldchen Hrádek, nordöstlich des Ortes